# Коттедж (дворец в Петергофе)
Дворец Котте́дж (англ. cottage — небольшой городской или сельский жилой дом, «мыза», «дача») — центральное архитектурное сооружение дворцово-паркового ансамбля Александрия, построенное с использованием элементов стиля неоготики в 1826—1829 годах для семейства императора Николая Павловича по проекту архитектора А. А. Менеласа. Дворец расположен в Петродворцовом районе Санкт-Петербурга.

## История строительства

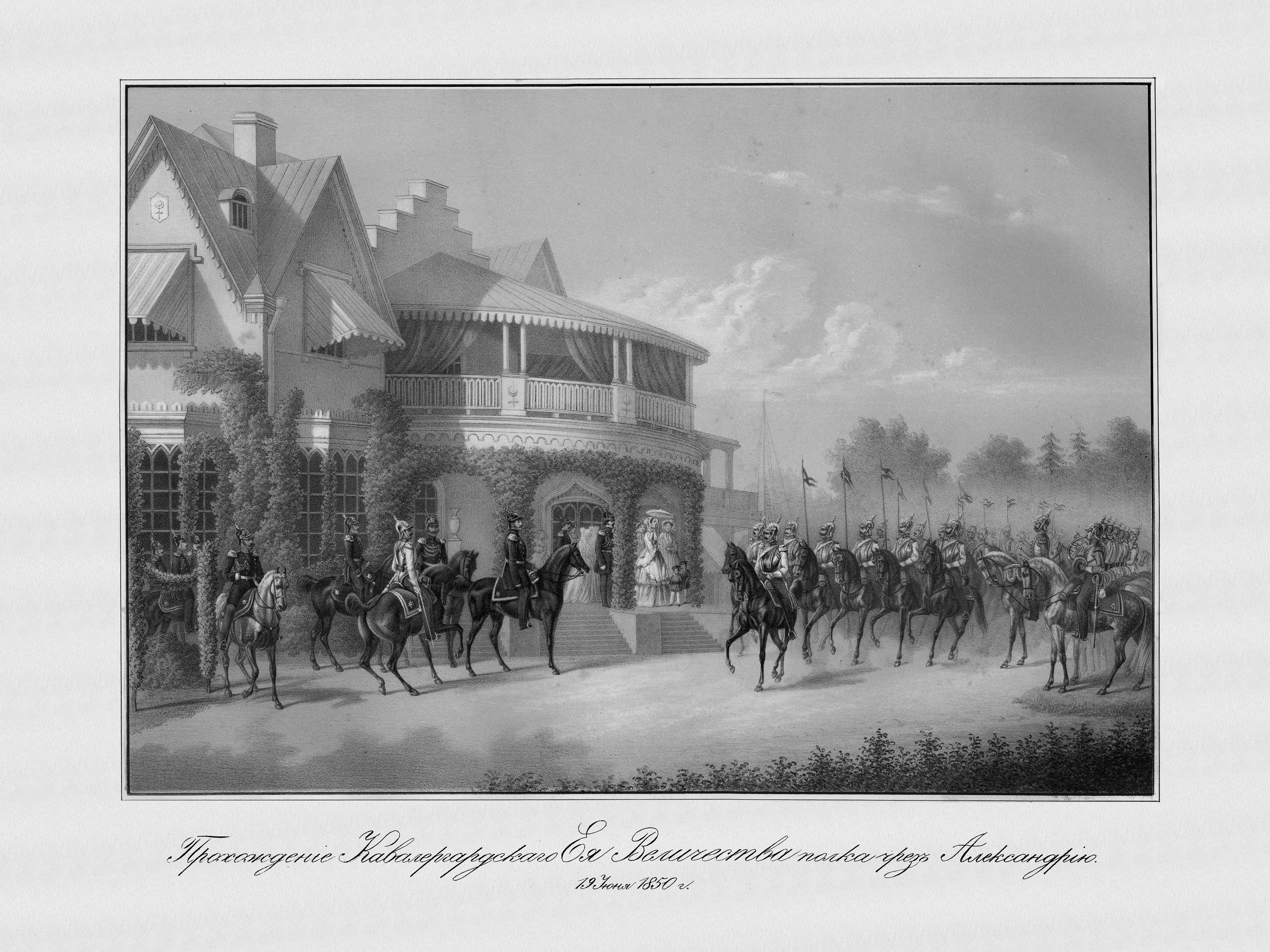
Прохождение кавалергардского полка через Александрию, 1850 год

Строительство Коттеджа началось по распоряжению императора Николая I в 1826 году на месте развалин усадьбы А. Д. Меншикова («Монкураж»). Возведение дворца и планировку парка поручили архитектору Адаму Адамовичу Менеласу, который завершил строительство в 1829 году. Коттедж был летней резиденцией Николая I и его жены Александры Фёдоровны.
Архитектура дворца выдержана в стиле неоготики, его особенном течении, связанным с царствованием императора Николая Павловича. Поводом для укрепления неоготического стиля в окружении Николая I послужило знаменательное событие. В 1829 году император с супругой посетили Берлин. В честь приезда императорской четы и в Потсдаме устроили праздник «Волшебство Белой Розы» в форме рыцарского турнира, который приурочили к дню рождения императрицы: 13 июля 1829 года (урождённой принцессы Шарлотты Прусской). Архитектор К. Ф. Шинкель и другие художники под его руководством создали декорации, геральдику, рисунки костюмов и «живых картин» в рыцарском духе. Атмосфера рыцарского Средневековья, эпохи сказаний об искателях Святого Грааля, соединялась с барочно-рокайльной архитектурой времени правления короля Фридриха II (1740—1786) в Сан-Суси; готические реминисценции — с неоклассическими аллегориями. Императрица выступила в роли Бланшефлур («Белой розы») из повести Кретьена де Труа. Она награждала рыцарей изобретённым ею орденом Белой розы.
В Гостиной «Коттеджа» хранится так называемый «Потсдамский кубок», выполненный из серебра немецким мастером И. Г. Хоссауэром в память о проходившем в Потсдаме «Празднике Белой розы». Кубок несколько напоминает средневековые цеховые кубки «вилькомы». Кубок украшен эмалевыми гербами участников турнира. «Рыцарские щиты», оставшиеся после праздника, поместили в одном из залов Нового дворца в Сан-Суси, получившего название Гербовый.
По возвращении в Россию император подарил супруге парк Александрия в Петергофе. Рыцарский праздник продолжился в готической атмосфере Коттеджа. Здание дворца построено в стиле английской готики. Однако его облик и, в особенности, интерьеры отражают не только готику, но и так называемый староанглийский стиль викторианской эпохи Великобритании, иначе называемый шотландским баронским стилем, или «стилем коттеджа». Этот эклектичный неостиль сложился в Англии в 1820-х годах в связи с увлечениями национальной стариной, отчасти под влиянием романтических произведений Вальтера Скотта (1771—1832), родом из Шотландии. В петергофском Коттедже готические декорации обрамляли буржуазный идеал «счастливой жизни в кругу семьи», что сближало «николаевскую готику» с идеологией бидермайера. В память о празднике «Белой розы» в Потсдаме поэт В. А. Жуковский придумал герб «Коттеджа» — меч в венке из белых роз на голубом фоне с девизом: «За Веру, Царя и Отечество». Этот герб сохранился на фасадах здания.
Культура дворянской усадьбы, выработанная в эпоху русского классицизма, в николаевское время вылилась в стиль жизни, мироощущение которого типично бидермайеровское, а романтические формы стилизованы под готические. Менелас использовал некоторые мотивы архитектуры неотюдор, но дополнил их новыми приёмами свободной планировки здания, открытого в окружающий ландшафт. Широкие окна, многочисленные балконы, открытые и закрытые веранды, хорошо освещаемые солнцем в разное время суток, создавали уют, относительную независимость и одновременно лёгкость общения жильцов. Коттедж — не парадная резиденция, а частный дом. Множество технических нововведений сделали здание современным и удобным для семейной жизни.

## Архитектура
Коттедж представляет собой компактное двухэтажное здание с мансардой и чёткой планировкой. План здания асимметричен, но все фасады имеют трёхчастное деление. Чередование открытых и закрытых балконов и террас связано с ориентацией дома по сторонам света. Менелас учёл особенности северного климата: короткое лето и ветры, дующие осенью с Финского залива. Восточная терраса предназначалась для завтраков в тёплую погоду, западная — для вечернего чаепития. С северной террасы император мог наблюдать в подзорную трубу морские парады и императорскую яхту на рейде. В доме имелись подъёмные, переговорные и водопроводные устройства по последнему слову техники того времени. Менелас впервые использовал чугун в качестве материала «готического» декора. Детали чугунного декора на фасадах отлиты на Санкт-Петербургском Александровском литейном заводе по моделям лепщиков М. Соколова и С. Закулапина.
Декор отвечает своеобразной игровой традиции английских парковых павильонов стиля «пикчуреск» (англ. picturesque — живописный) рубежа XVIII—XIX веков — стрельчатые арочки чугунных решёток, украшающих крыльцо и террасы, увиты цветами, готические трилистники свисают наподобие живых цветов. Эркеры также украшены готическим орнаментом. В основу композиции положена идея свободного разворачивания дома в окружающее пространство, это было ново и необычно, и в этом проявилось мастерство Менеласа как мастера садово-паркового искусства и ландшафтной архитектуры. Всё здание, как и окружающая местность, становится живописным. Живописный, игровой характер «русской псевдоготики» и, в особенности, «сказочной» росписи лестницы, послужил поводом к использованию поэтом-романтиком П. А. Вяземским образной метафоры, сравнению петергофского Коттеджа с мавританской Альгамброй.

### Интерьер

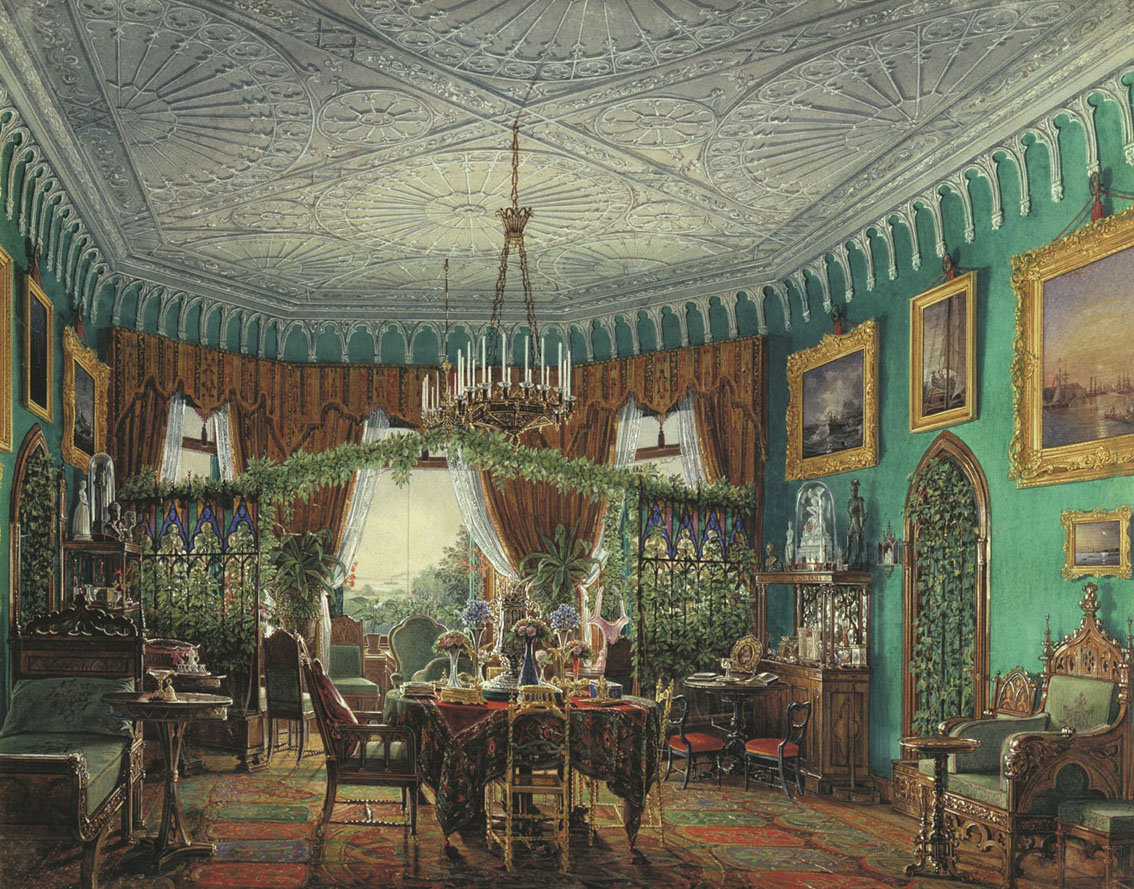
Э. П. Гау. Гостиная Коттеджа. Бумага, акварель. 1861.

Росписи и лепка стен, имитирующие готические арки, колонки, создают эффект «просвечивания», пронизывания стенных плоскостей. В относительно тесном пространстве Парадной лестницы создаётся впечатление зрительного расширения пространства, образ «воздушного замка» фантастической архитектуры. Это характерная черта эклектической архитектуры, по классическому определению Н. В. Гоголя, «прекрасного миража, созданного одним только воображением».
Росписи интерьеров Коттеджа выполнял итальянский декоратор Джованни Баттиста Скотти (1776—1830), который вместе с братом Пьетро Скотти (1768—1838) ранее работал с К. И. Росси над интерьерами русского ампира. Рисовальщик В. Додонов сделал рисунки лепного «готического» декора (выполнен по моделям лепщиков М. Соколова и С. Закулапина).
Интерьеры «Коттеджа» вначале были обставлены разностильной мебелью, затем в петербургских мастерских Генриха Гамбса, возможно, по рисункам Менеласа, выполнили «готический гарнитур» из тёмного ореха с ажурной резьбой и ярко-красной обивкой. Всё вместе: «готическая» лепка, росписи, цветные стёкла в окнах, фигуры рыцарей и часы в виде готических соборов, «турнирные картины» из памятного литографированного издания посвящённого празднику «Белой розы», мебель и каминные экраны в «готических рамах» — создавало таинственную, романтическую атмосферу.
Важным элементом архитектурно-художественного декора интерьеров является деревянная резьба, выполненная В. Захаровым. Элементы мраморной отделки изготовлены в мастерской скульптора П. Трискорни. Паркеты исполнены А. Тарасовым и М. Знаменским. Готический орнамент повторяется в коврах ручной работы, декоре печей, мраморных каминов, мебели. Часы, канделябры, люстры выполнены также в готическом стиле. Специально для Коттеджа на Императорском фарфоровом и стеклянном заводах были изготовлены сервизы.
В 1839 году маркиз де Кюстин оставил достаточно подробное описание резиденции, которую в виде особой милости ему показывал лично цесаревич Александр:

«Жизнь в петергофском дворце для меня невыносима. Чтобы отдохнуть от его тяжеловесной позолоты, я выпросила у государя эту скромную обитель, — рассказывала гостю императрица Александра Фёдоровна. — Никогда я не была так счастлива, как здесь. Но коттедж уже становится слишком велик для нас: одна из моих дочерей вышла замуж, а сыновья учатся в Петербурге».

Больше всего мне не понравилось в расположении и обстановке этого изящного убежища слишком рабское подражание английской моде. Это совсем английский дом, построенный по образцу самых красивых вилл в окрестностях Лондона на берегу Темзы и окруженный цветниками и тенистыми деревьями. Нижний этаж как две капли воды похож на любое жилище богатого и светского англичанина, но нет ни одной первоклассной картины, ни одного обломка античного мрамора, ни одной терракоты, которые указывали бы на явно выраженную склонность хозяев к шедеврам живописи и скульптуры. В верхнем этаже коттеджа находится рабочий кабинет императора, представляющий собой довольно большую комнату, библиотеку, очень просто обставленную и кончающуюся балконом, выходящим на море. Император может отдавать приказы своему флоту, не выходя из кабинета. Для этой цели имеется зрительная труба, рупор и небольшой телеграф, приводимый в действие императором собственноручно.

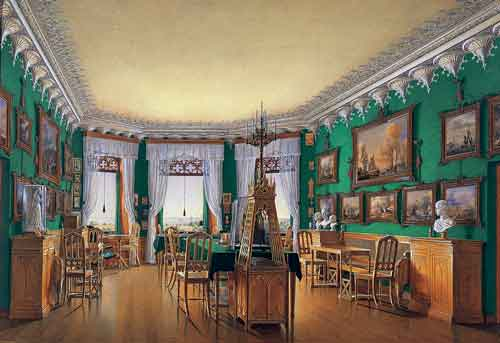
Э. П. Гау. Кабинет Николая I. Бумага, акварель. 1861

В 1843—1844 годах по проекту архитектора А. И. Штакеншнейдера к восточному фасаду Коттеджа пристраивается Столовая с Мраморной террасой, соединённая со старой частью стрельчатой аркадой. Внутренняя отделка новой столовой также выполнена в неоготическом стиле, стены украшают картины Т. А. Неффа, П. Н. Орлова, И. К. Айвазовского, С. М. Воробьёва, Т. Гюдена. В 1844 году в нише стены северного фасада здания помещена скульптура И. П. Витали «Мадонна с младенцем».

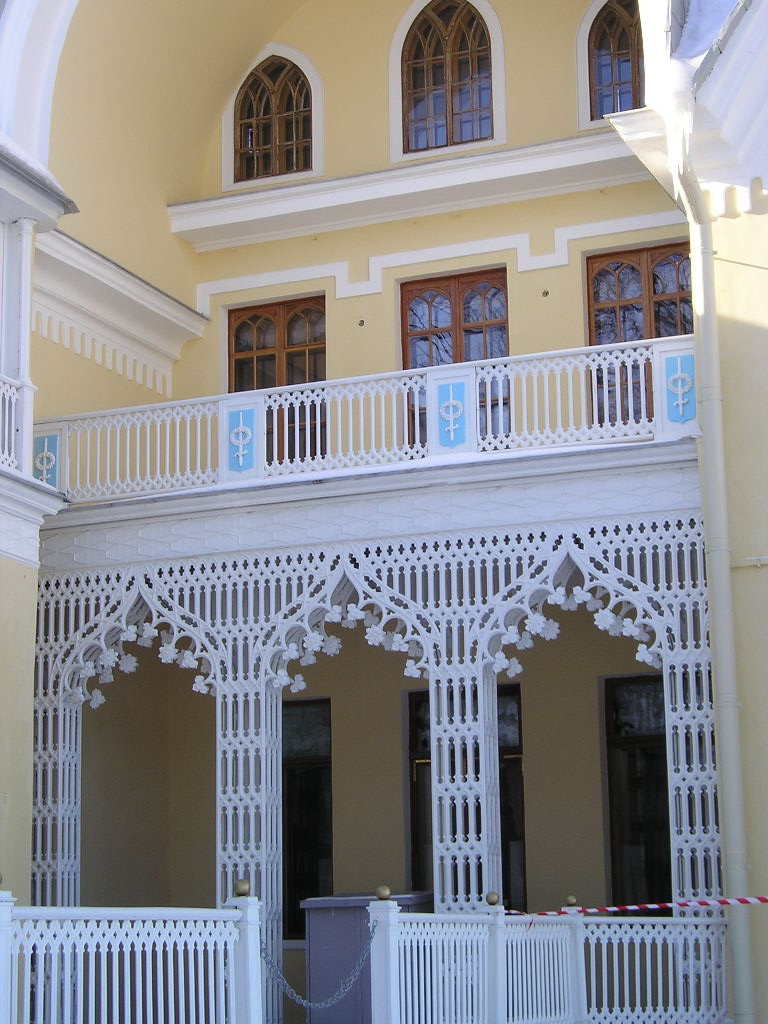
Балкон и галерея Коттеджа

Центром планировки дворца является чугунная лестница. На первом этаже дворца находились комнаты Александры Фёдоровны: прихожая, камер-юнкерская, туалетная, опочивальня, кабинет, гостиная, библиотека, приёмная, малая приёмная, столовый зал с буфетом. На втором этаже: кабинет Николая I, комнаты детей, ванная и два крытых балкона. В мансардном этаже: морской кабинет с балконом, гардеробные и комнаты персонала. Наиболее интересные и богато оформленные комнаты находятся на первом этаже. Интерьер комнат второго этажа, за исключением кабинета Николая I, более сдержан, а сами они невелики.
После Октябрьской социалистической революции дворец Коттедж был превращён в историко-художественный музей. Материалы экспозиции, созданной на научной основе, позволили проводить экскурсии, знакомившие посетителей с русским и западноевропейским искусством второй четверти XIX века.
Во время Великой Отечественной войны большинство экспонатов дворца было эвакуировано (из 2500 предметов, находившихся в экспозиции, спасено 1980). Здесь размещался медицинский пункт гитлеровской армии. Погибла значительная часть мебели, пострадали лепной декор, многие резные дубовые панно, живопись стен. Само здание получило некоторые повреждения.
Реставрация дворца проводилась научно-производственным объединением «Реставратор» под руководством архитектора Ирины Николаевны Бенуа и была завершена в 1978 году. В 1979 году дворец вновь открыт для посетителей. В это же время возле особняка проходили съёмки фильма Игоря Масленникова «Приключения Шерлока Холмса и доктора Ватсона», в котором Коттедж «исполнил» роль особняка Милвертона.

## Интерьеры дворца

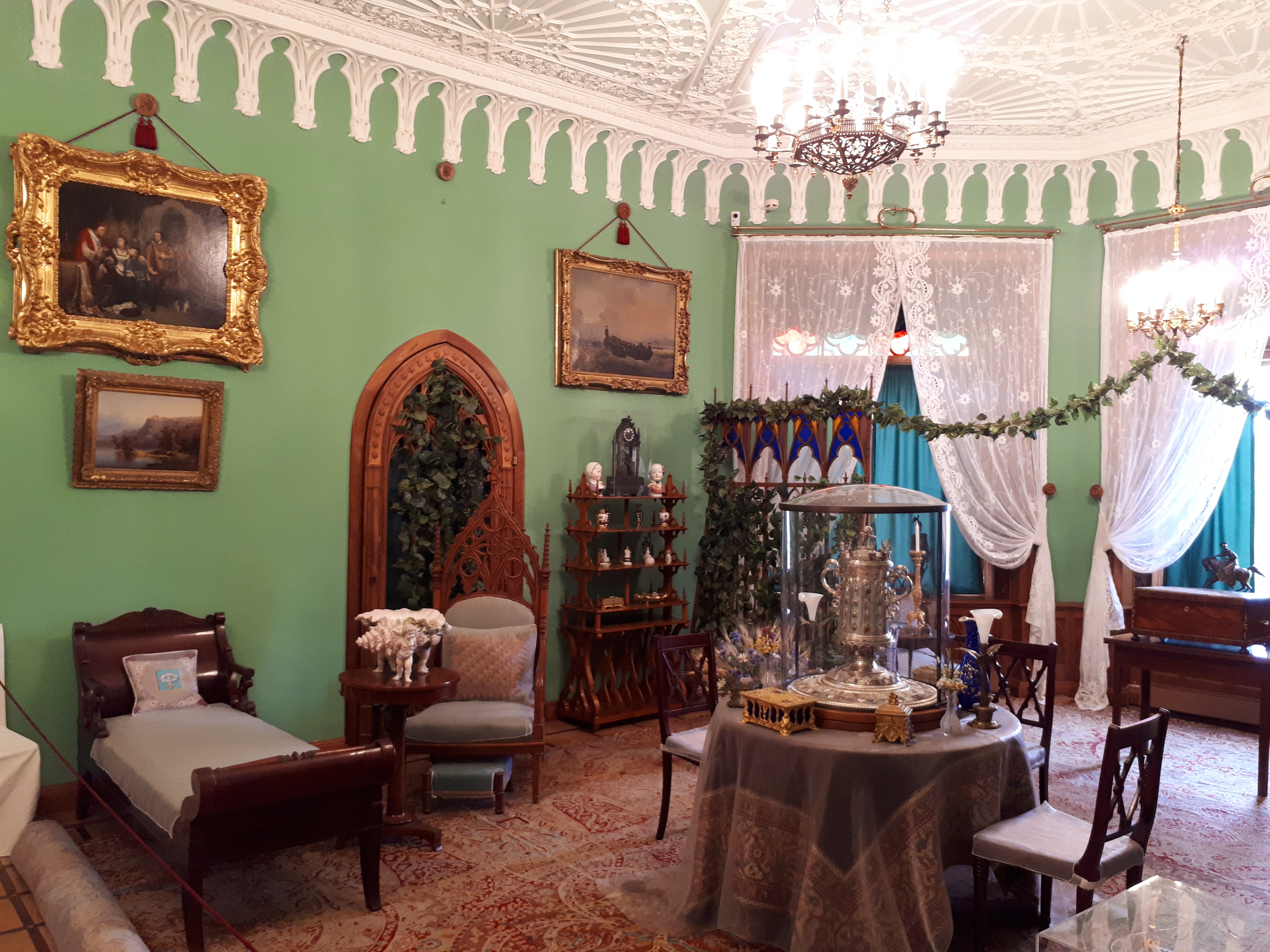
Гостиная
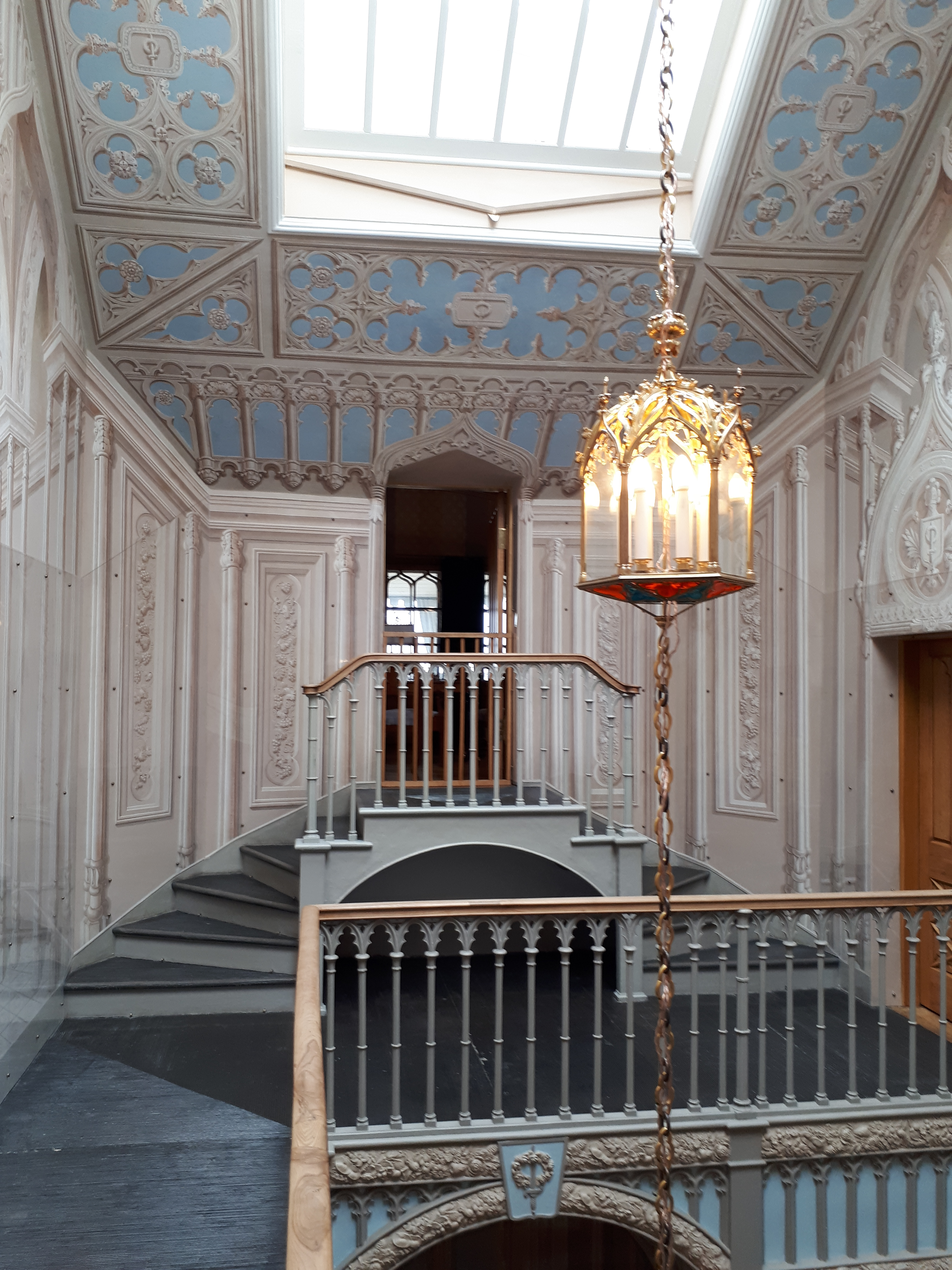
Лестница
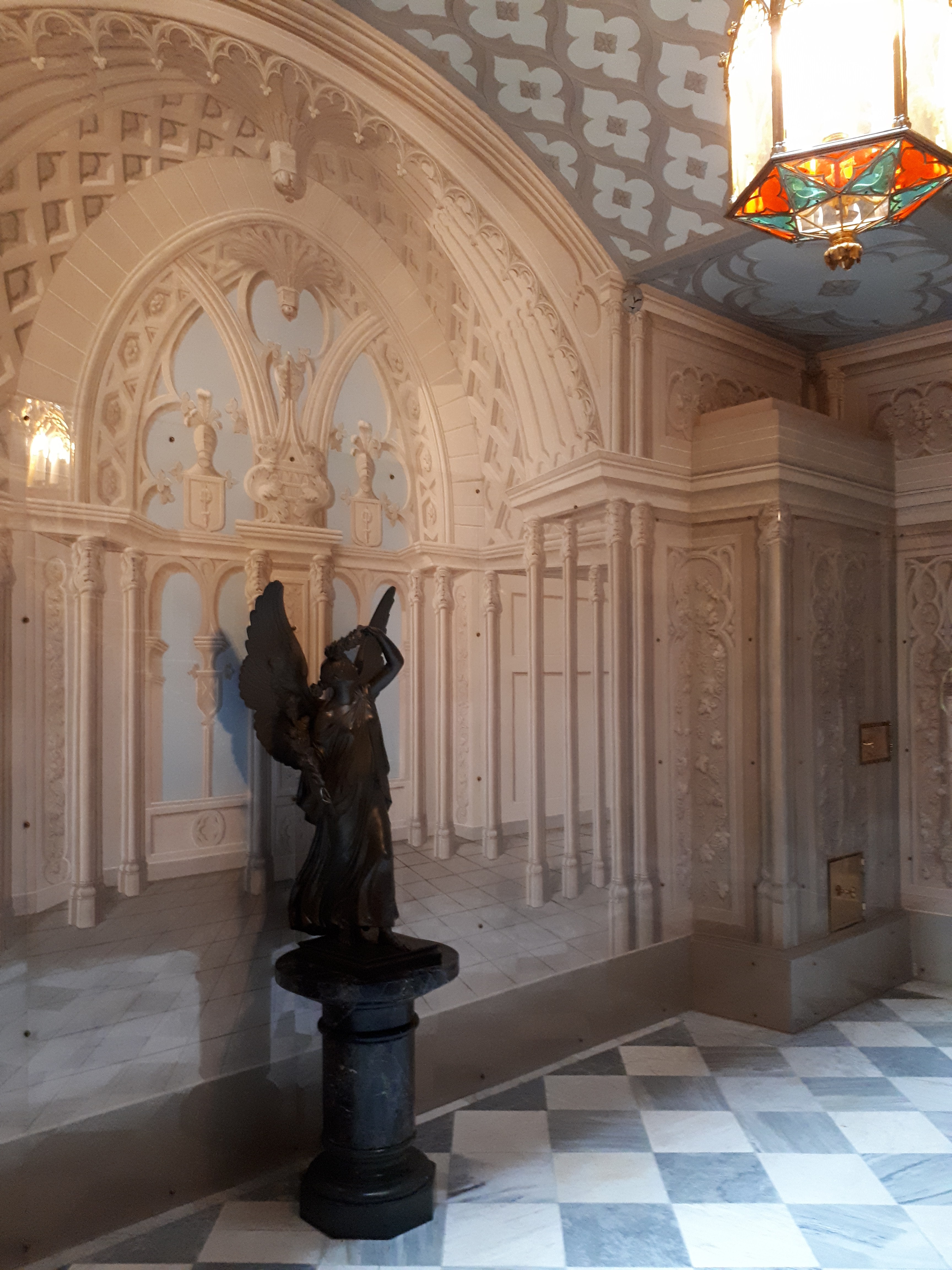
Второй вестибюль
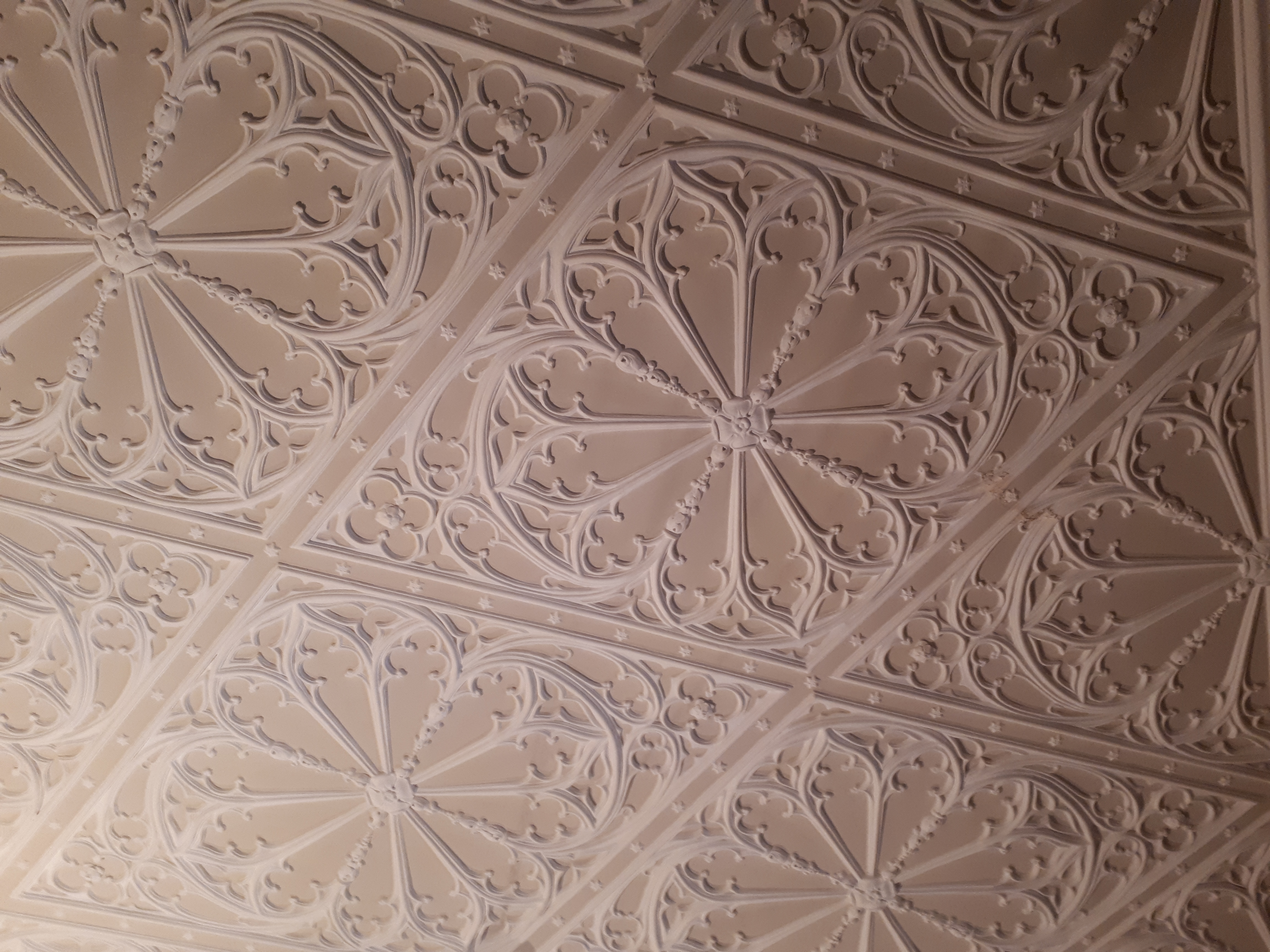
Потолок Большой приёмной
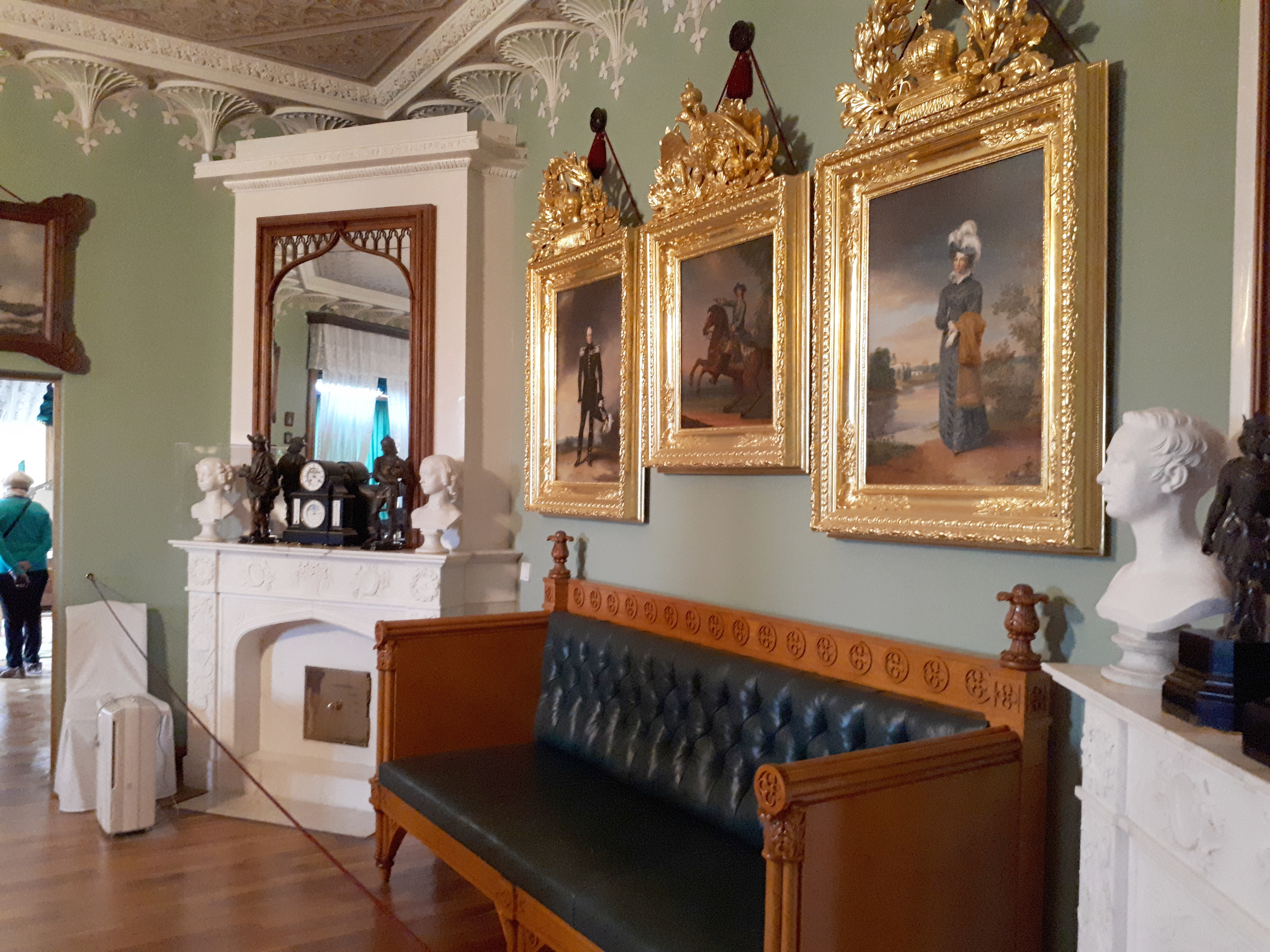
Кабинет Николая I
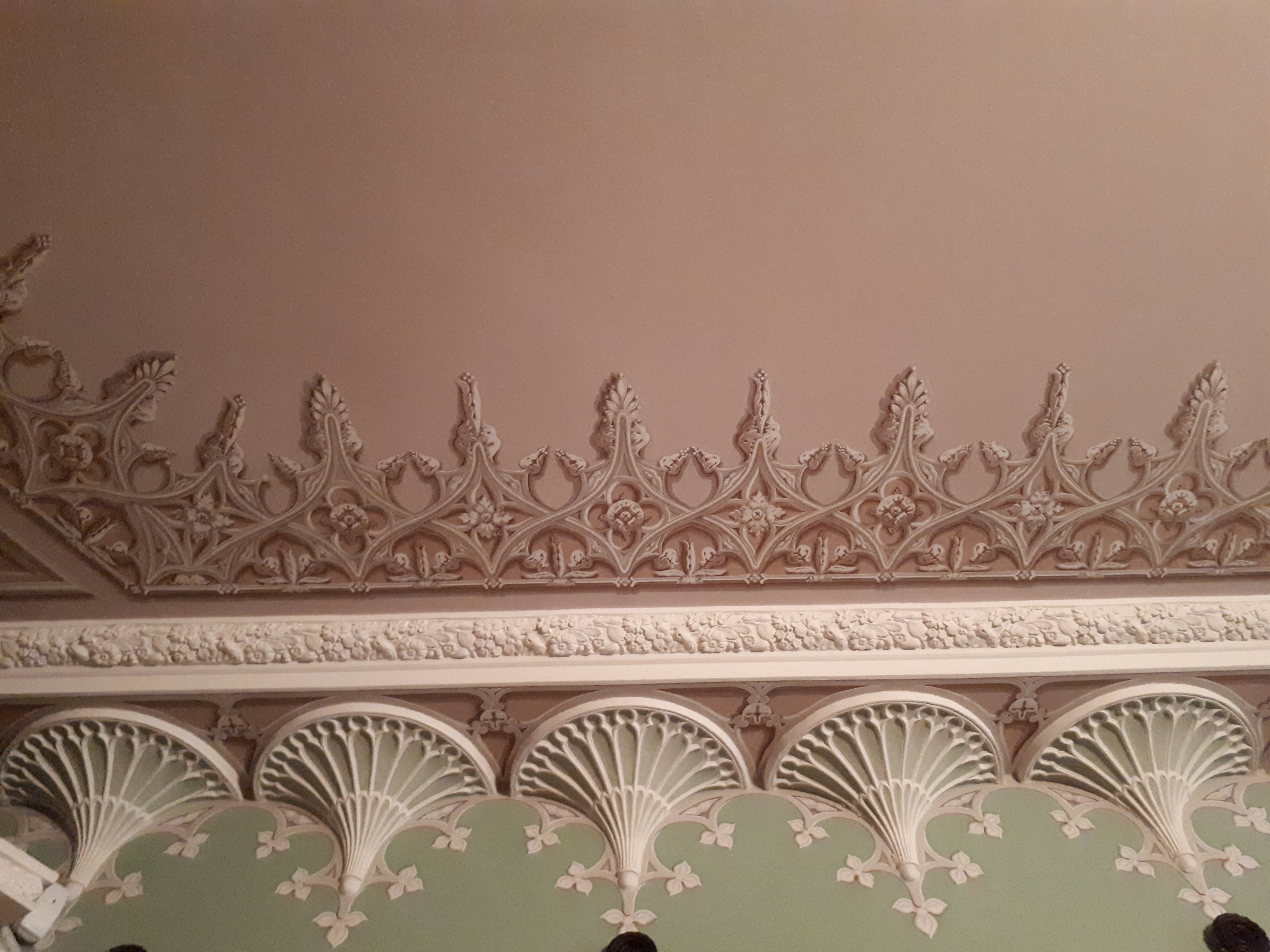
Декор кабинета Николая I
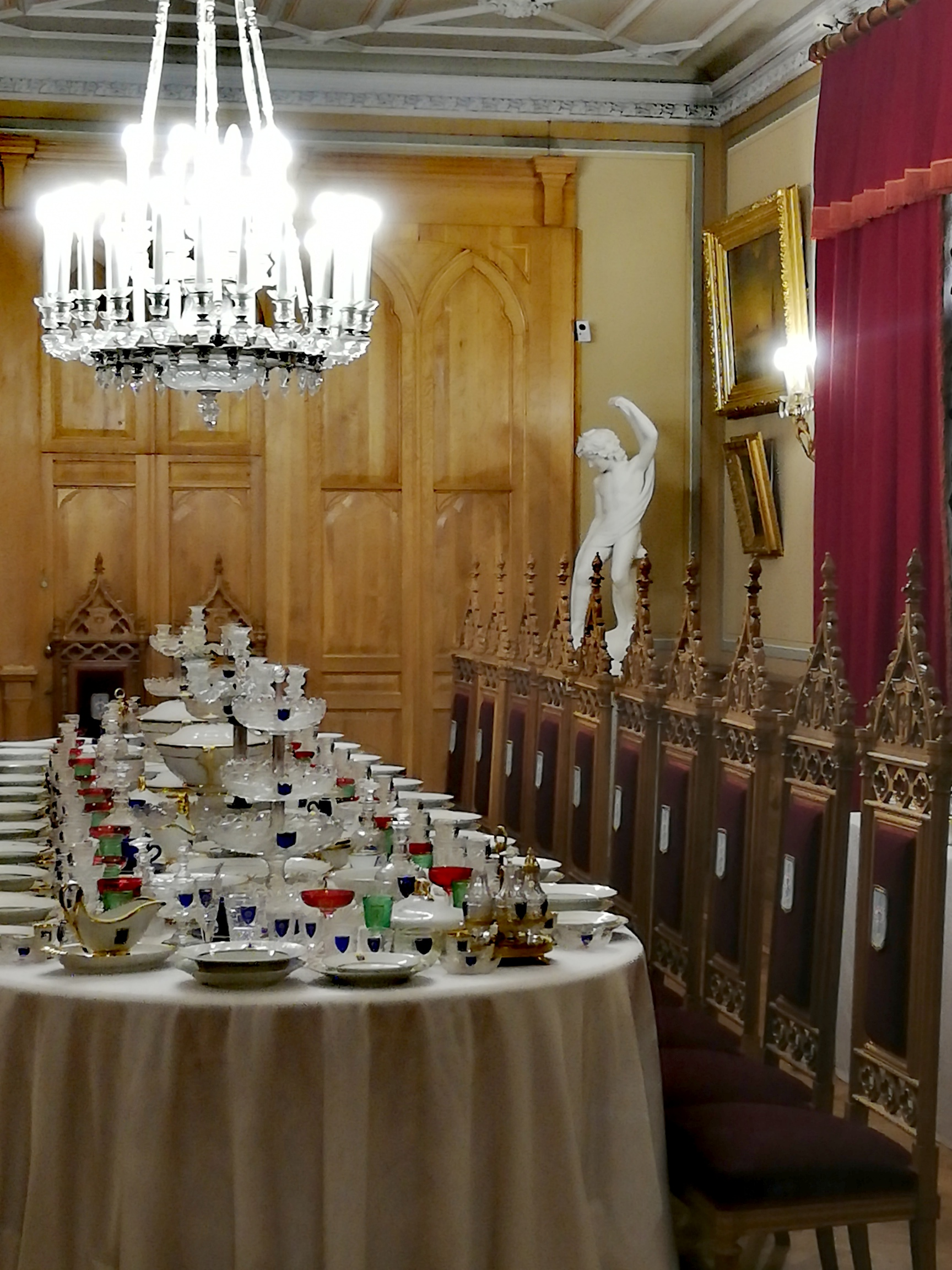
Столовая. Неоготическая мебель мастерской Г. Гамбса и «готический сервиз» Императорского стеклянного завода
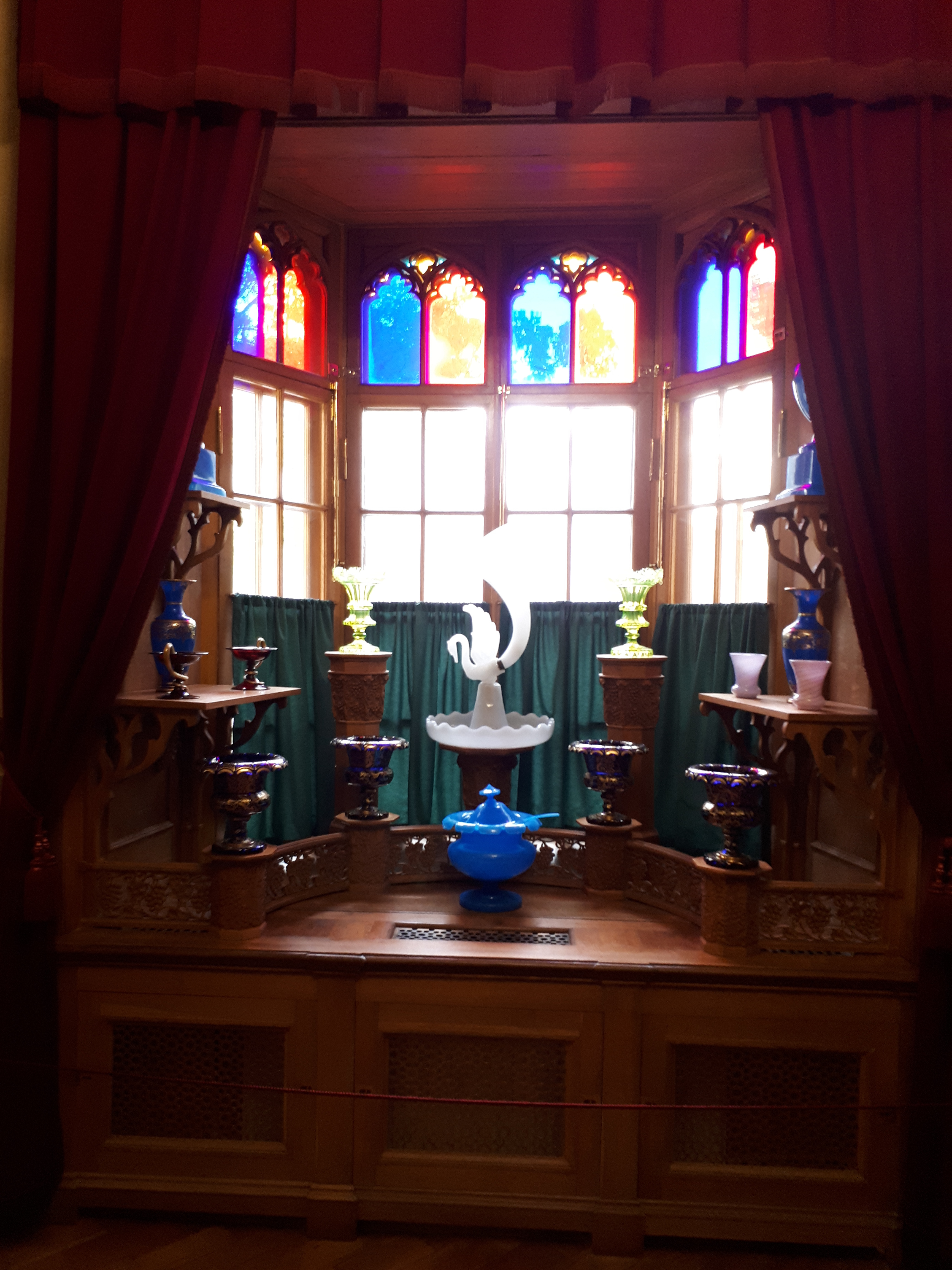
Уголок Столовой
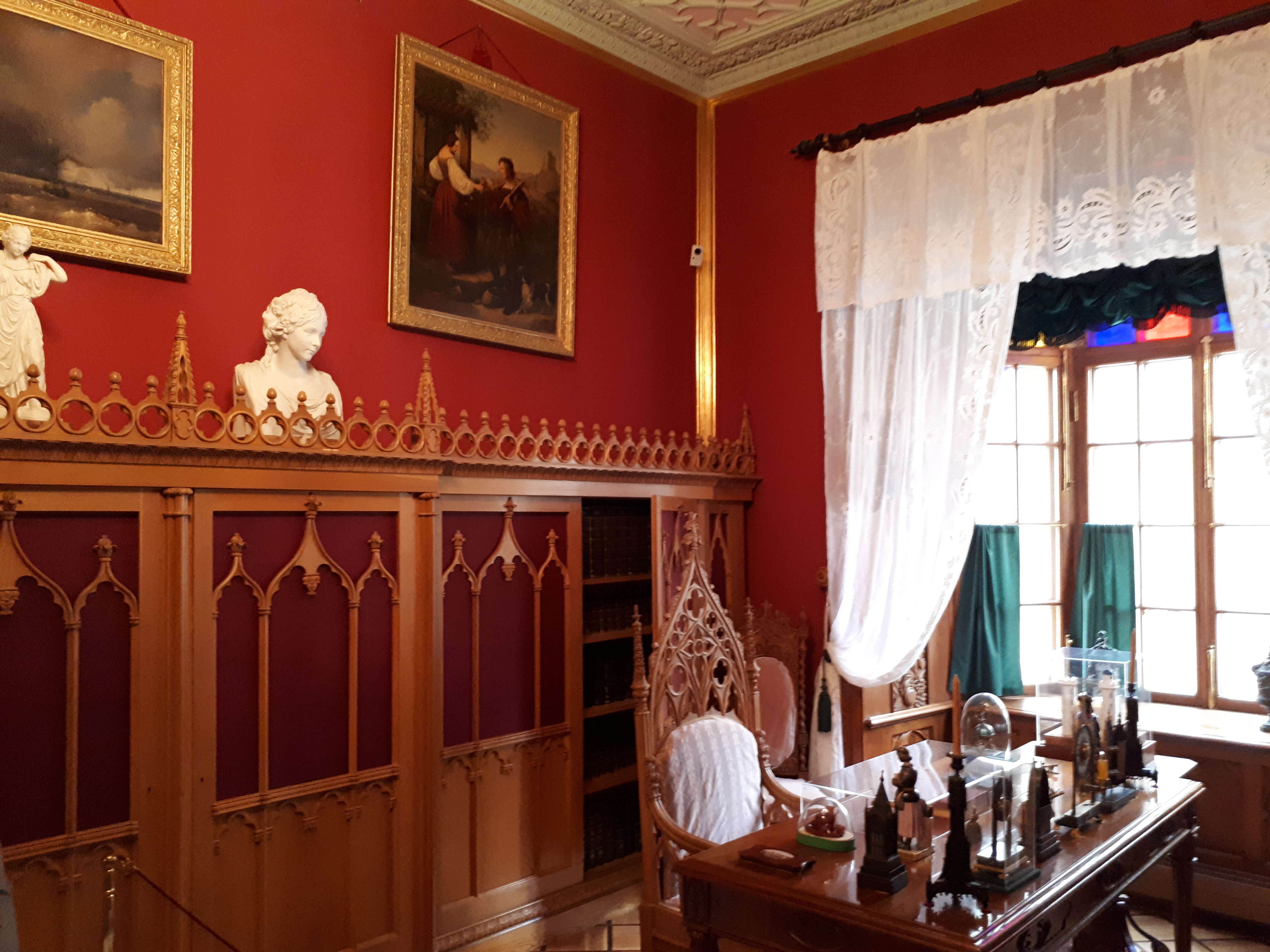
Библиотека
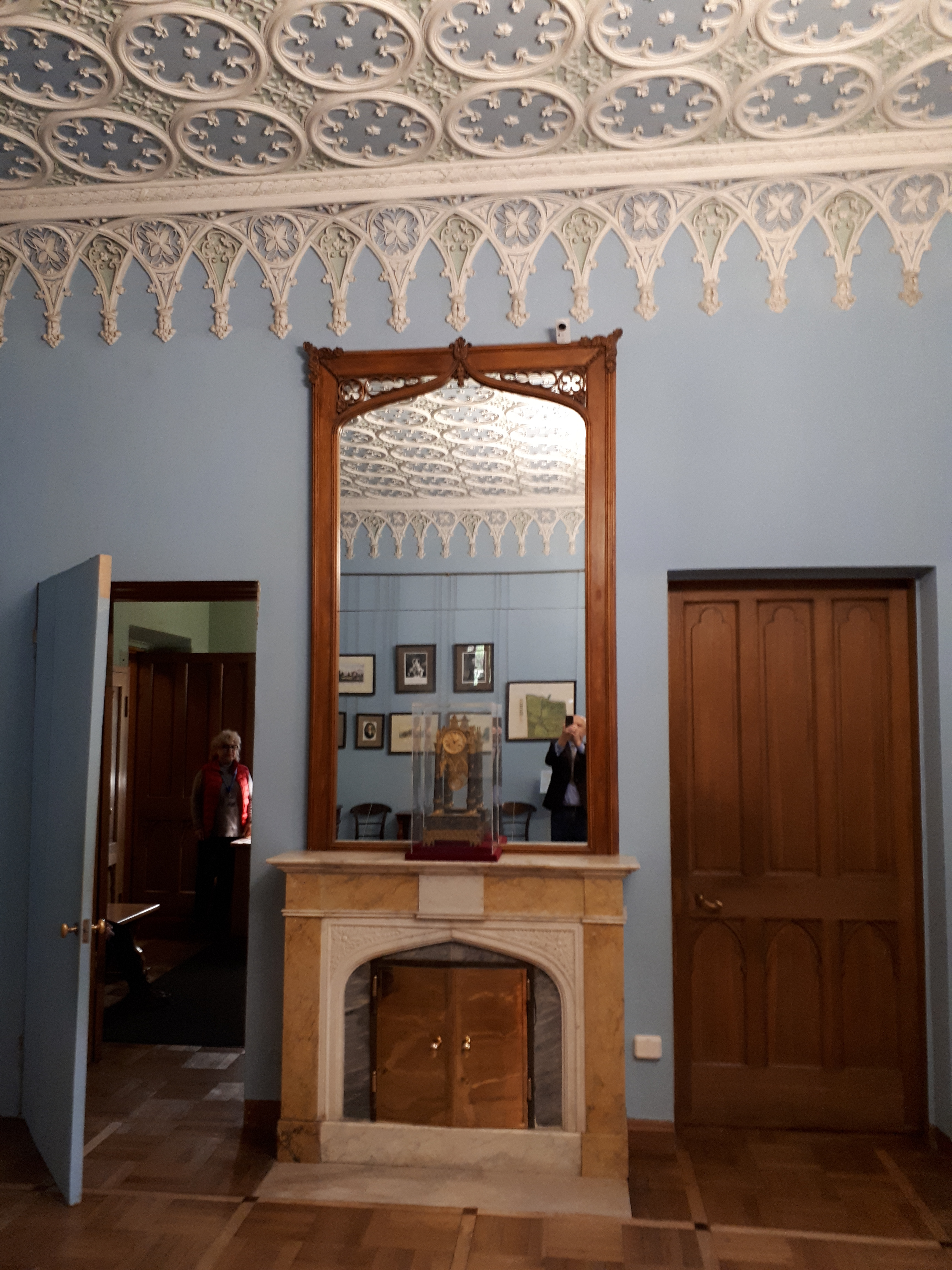
Опочивальня Александры Фёдоровны
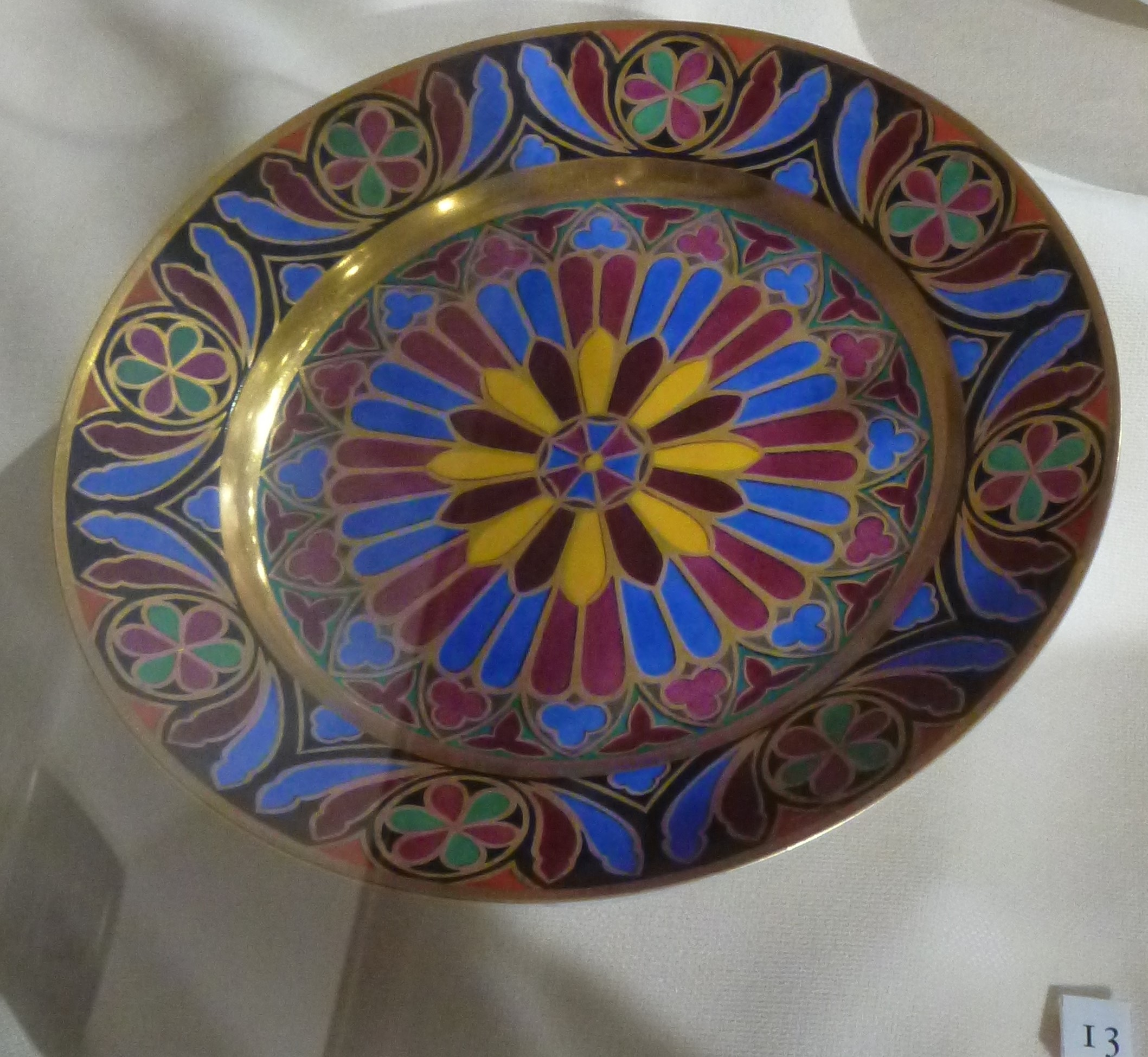
Тарелка десертная из «Готического сервиза». 1831. Фарфор, роспись, золочение